# Nuillé-sur-Vicoin
Nuillé-sur-Vicoin is een gemeente in het Franse departement Mayenne (regio Pays de la Loire). De plaats maakt deel uit van het arrondissement Laval. Nuillé-sur-Vicoin telde op 1 januari 2022 1.250 inwoners.

## Geografie
De oppervlakte van Nuillé-sur-Vicoin bedroeg op 1 januari 2022 23,59 vierkante kilometer; de bevolkingsdichtheid was toen 53 inwoners per km².

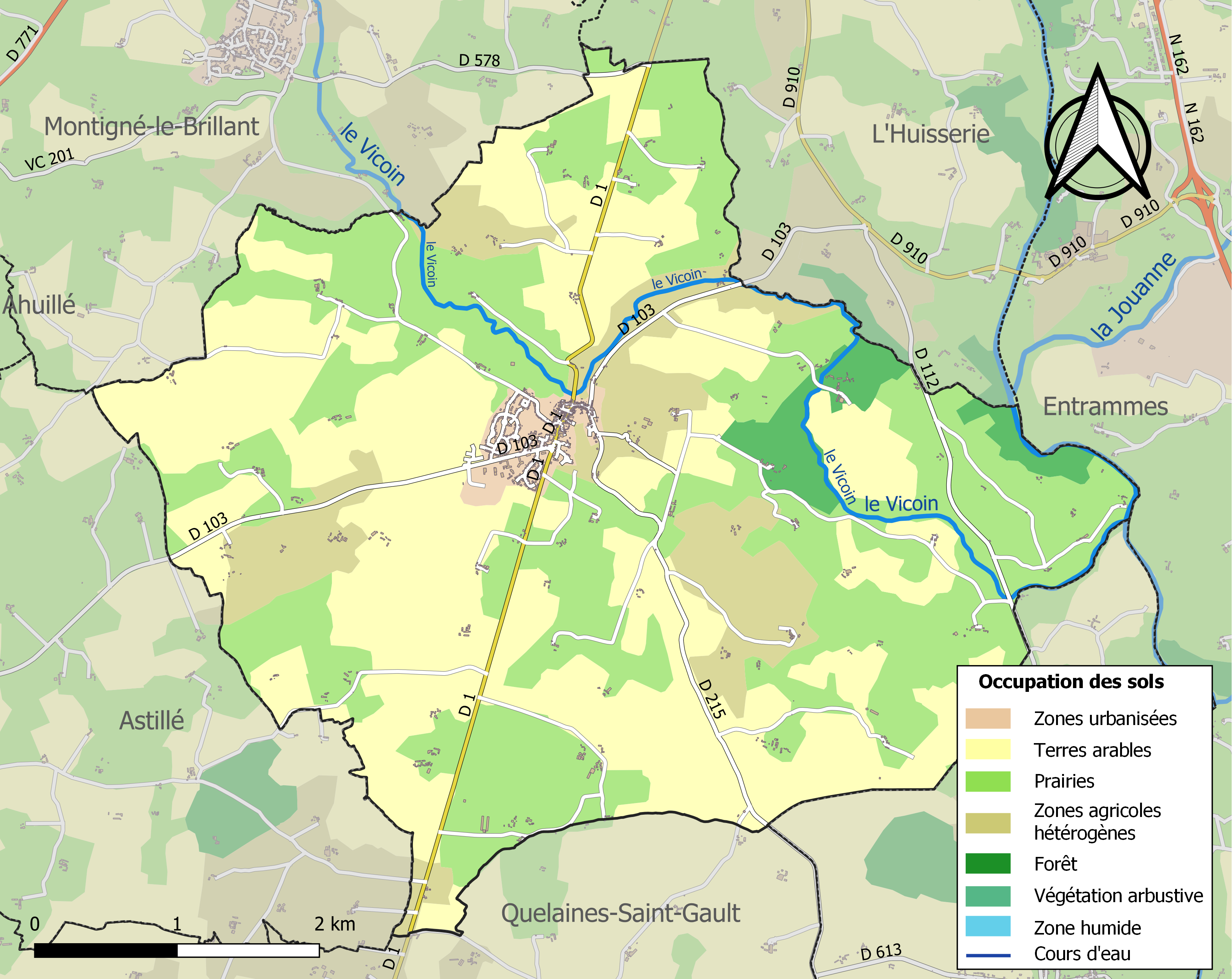
Kaart van de gemeente met de belangrijkste infrastructuur, bodemgebruik en omliggende gemeenten

## Demografie
Onderstaande figuur toont het verloop van het inwonertal (bron: INSEE-tellingen).